# Melanchra pisi
Melanchra pisi là một loài bướm đêm trong họ Noctuidae.